# History (Fernsehsender)
History (Eigenschreibung: The HISTORY Channel, von 2009 bis 2021: HISTORY, von 1995 bis 2009: The History Channel) ist der Name und die Produktion eines privaten Bezahlfernsehsenders. 

## Geschichte und Beschreibung
Der Sendestart des History Channel in Deutschland war Ende 2004. Seit dem 11. Januar 2009 firmierte der Kanal unter dem Namen History, welcher unter dem Namen The History Channel auf Sendung gegangen war. Der Grund für die Umbenennung lag in der weltweiten Vereinheitlichung der Marke History. 2021 folgte die Rückkehr zum Namen „The History Channel“, wobei der Textteil des Logos weiterhin nur „History“ enthält.
History wird im deutschsprachigen Raum von Hearst Networks Germany (bis 11. September 2024: A+E Networks Germany) betrieben. Hearst Networks Germany wird vertreten durch die The History Channel (Germany) GmbH & Co. KG. mit Sitz in München und ist Teil von Hearst Networks EMEA, einer Tochter der Hearst Corporation. Zwischen 2005 und 2017 wurde A+E Networks Germany als Joint-Venture von dem US-amerikanischen Mutterhaus A+E Networks und NBCUniversal International betrieben.
Neben dem deutschsprachigen Sender existieren weltweit auch noch weitere Sender gleichen Namens. History ist weltweit in 141 Ländern und über 228 Millionen Haushalten empfangbar und wird in 24 Sprachen produziert und ausgestrahlt. In den USA strahlt History seit 1995 sein Programm aus. Im November 1995 begann mit dem Sendestart in Großbritannien die internationale Verbreitung von History.

## Programmangebot
Der Fernsehsender strahlt ein Spartenprogramm aus, welches sich auf Dokumentationen zum Thema Geschichte spezialisiert hat. 
Seit der zweiten Hälfte der 2000er-Jahre produzierte A+E Networks Germany eigene Dokumentationen und Dokumentationsreihen explizit für das deutschsprachige Publikum. Zu teils preisgekrönten
Eigenproduktionen zählen „Die Legion – Deutscher Krieg in Vietnam“, „Die Befreier“, „Wigald & Fritz – Die Geschichtsjäger“ (mit Wigald Boning) und „Guardians of Heritage – Hüter der Geschichte“ (unter anderem mit Hannes Jaenicke, Aglaia Szyszkowitz, Ulrike Folkerts, Christian Berkel und Clemens Schick).

## Ausstrahlung
The History Channel wird in SD und HD über Kabel und Satellit sowie als IP- und Mobil-TV im gesamten deutschsprachigen Raum verbreitet. Eine Auswahl der Programme ist als Video-on-Demand-Angebot erhältlich. 2019 startete A+E Networks Germany das eigene On-Demand-Angebot "History Play", das über Amazon, YouTube, Apple und ScreenHits TV gestreamt werden kann.

Ehemaliges Logo
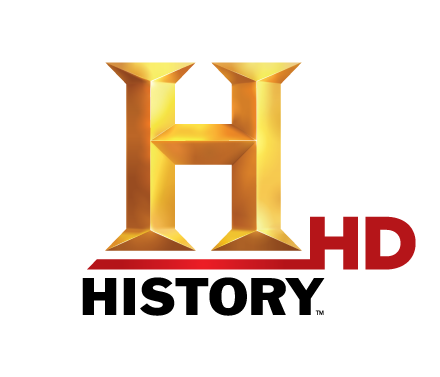
Logo des HD-Ablegers bis 2024